# نظرية المرجعية المباشرة
نظرية المرجعية المباشرة، يُطلق عليها كذلك المرجعية أو الواقعية المرجعية أو المغالطة المرجعية، عبارة عن نظرية لغوية تنص على أن معنى كلمة أو تعبير ما يكمن فيما تشير إليه هذه الكلمة أو هذا التعبير في العالم المحيط. وتقنيًا، يطلق على الشيء الذي تشير إليه هذه الكلمة باسم المرجع. ولم يستخدم لودفيش فيتغنشتاين هذا المصطلح للتعبير عن هذه الفكرة، وبدلًا من ذلك استخدم مصطلح المرجعية.
وفي القرن التاسع عشر، اعترض عالم الرياضيات والفيلسوف كوتلب فريج على هذه النظرية، وتبنى نظرية بديلة تتعارض معها أطلق عليها اسم النظرية المرجعية الوسيطة. وفي عام 1953، وبحسب ما ورد في كتابه دراسات فلسفية (Philosophical Investigations)، اعترض فيتغنشتاين على مفهوم المرجعية، وقال عبارته الشهيرة «يكمن معنى الكلمة في استخدامها.» وتمثل نظرية المرجعية المباشرة موقفًا يرتبط عادةً بحركة الوضعية المنطقية ومدرسة الفلسفة التحليلية. لقد كرس الفلاسفة أتباع حركة الوضعية المنطقية جهودهم بشكل كبير في التصدي للمواقف التي تبناها من هم على شاكلة فيتغنشتاين، وسعوا نحو إنشاء «لغة وصفية تمامًا» مصفاة من حالات الغموض والالتباس.

## جون ستيوارت مل
كان الفيلسوف جون ستيوارت ميل واحدًا من أوائل المدافعين الجدد عن نظرية المرجعية المباشرة بدءًا من عام 1843. وفي كتابه نظام المنطق (System of Logic)، عرض ميل الفرق بين ما أسماه «المفهوم» و«المعنى المباشر.» ويمثل المفهوم العلاقة بين اسم ما (مفرد أو جمع) وبين سمة واحدة أو أكثر من سماته. فعلى سبيل المثل، تحمل كلمة «أرملة» معنى حالة الأرامل وتعني ضمنًا كون هذا المصطلح يشير إلى أنثى، وأنها كانت قد تزوجت من شخص ما وأصبح الآن في عداد الموتى. وبالتالي، إذا كان الاسم ضمنيًا، فإنه يشير إلى ما يظهر في مكنون الشيء أو الأشياء التي تشتمل على السمات التي يشير إليها الاسم ضمنًا. وهكذا، يحدد المفهوم المعنى المباشر للاسم. وعلى الجانب الآخر، يمكن أن تتم الإشارة إلى نفس الشيء باستخدام أسماء عديدة تحمل مفاهيم مختلفة. ويتبين من ذلك أنه يمكن أن يحمل الاسم معنى دلاليًا ولا يحمل في نفس الوقت معنى مباشرًا. ويرى ميل أن المعنى الدلالي لاسم ما، إذا كان لديه واحد، يمكن اعتباره المعنى الذي يعبر عن هذا الاسم.
ووفقًا لميل، تعد معظم الأسماء المحسوسة الفردية دلالية، ولكن البعض منها، وهي أسماء العلم، ليس كذلك. بعبارة أخرى، لا تحمل أسماء العلم في مضمونها أي معنى. وعلى الجانب الآخر، تصبح كافة المصطلحات العامة دلالية، وفقًا لما ذهب إليه ميل. خلاصة القول، تشبه الصورة العامة التي يتبناها ميل إلى حد كبير نظرية المرجعية الوصفية، على الرغم من أن تناوله لأسماء الأعلام يعد استثناءً.

## روث باركان ماركوس
طرحت الفيلسوفة روث باركان ماركوس نظرية المرجعية المباشرة لأسماء الأعلام في إحدى الندوات التي حضرها كواين وكريبك: حيث تم نشرها في المجلة الدورية التراكيب (Synthese) في عام 1961، فضلًا عن النقاشات التي تناولت هذا الموضوع، والتي تم نشرها كذلك في مجلة التراكيب (Synthese) عام 1962. وقد أطلقت روث على أسماء الأعلام التي يتم الإشارة إليها مباشرة اسم «الأسماء الدليلية». وقد دعم كريبك هذه النظرية في عام 1971 واستمر في دعمها. وبدوره أطلق على أسماء الأعلام المشار إليها مباشرةً اسم «التسميات الجامدة».

## شاول كريبك
دافع شاول كريبك عن نظرية المرجعية المباشرة عندما يتم تطبيقها على أسماء الأعلام. ويرى كريبك أن أسماء الأعلام لا تحمل أي «معانٍ» على الإطلاق، نظرًا لأن المعاني لا توفر سوى حقائق مشروطة حول الأشياء.
وعبّر كريبك عن وجهة النظر هذه مستخدمًا الآليات الرسمية لـ العوالم الممكنة. وتنظر التجربة الفكرية للعوالم الممكنة أولًا إلى الفاعل، ثم تحاول تخيل هذا الفاعل في عوالم ممكنة أخرى. فلنأخذ جورج دبليو بوش كمثال. أولا (1) تنص التجربة الفكرية أن اسم «جورج دبليو بوش» هو اسم يستخدم في وصف رجل واحد بعينه يذهب الذهن إليه عادةً. ثم (2) يجب على ممارس التجربة تخيل الحالات الممكنة التي يمكن أن توجد فيها الحقيقة - ومن بينها أن بوش ليس رئيسا أو أنه امتهن وظيفة أخرى غير الرئاسة، أو أنه لم يولد على الإطلاق، وما إلى ذلك. وعندما يتم ذلك، فسيصبح من الواضح أن عبارة «رئيس الولايات المتحدة في عام 2004» لا تصف بالضرورة جورج دبليو بوش، نظرًا لأنها ليست صحيحة بالضرورة في كل العوالم الممكنة؛ فهي فقط تصفه كأحد الاحتمالات الواردة. وعلى العكس من ذلك، تصف كلمة «تفاحة»، على سبيل المثال، دائمًا نفس الأشياء في كافة العوالم الممكنة، بسبب الفرضية (1). وبهذا، فإن استخدام كلمة «تفاحة» لوصف كافة التفاحات صحيح في كافة العوالم الممكنة.
ويطلق على المصطلحات التي تعد صحيحة في كافة العوالم الممكنة «التسميات الجامدة».